# Miss Svizzera

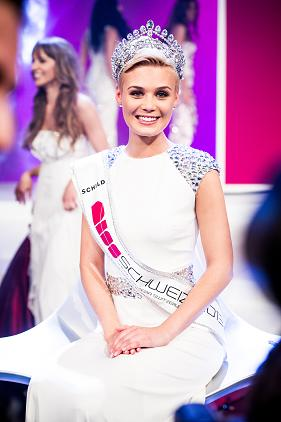
Dominique Rinderknecht, Miss Svizzera 2013

Miss Svizzera (ted: Miss Schweiz, fr: Miss Suisse) è un concorso di bellezza femminile che si tiene annualmente in Svizzera.
Il concorso nasce nel 1951, va avanti fino al 1953, poi non viene più prodotto fino al 1960. Si prosegue così dal 1961 tutti gli anni fino al 1976, anno in cui la TV decide di coprire l'evento. Dal 1976, infatti, i diritti per la diffusione della manifestazione vengono detenuti e questo fino al 2011 dalla SRG SSR.

Il 30 settembre 2011, dopo vari giorni di supposizioni e smentite è arrivato l'annuncio dell'intenzione di non voler più produrre i concorsi futuri a causa di un marcato calo di ascolti soprattutto nell'area germanofona della Confederazione. A partire dall'edizione 2012 i diritti sono passati all'emittente privata svizzero-tedesca 3+.
Il concorso si svolge ogni anno a settembre a rotazione nelle tre regioni linguistiche. La vincitrice oltre a ricevere vari contratti pubblicitari e un'auto Lancia, viene invitata a rappresentare la Svizzera a Miss Universo e a Miss Mondo.

## Vincitrici prima del 1976
| Anno | Miss Svizzera       | Cantone            |
| ---- | ------------------- | ------------------ |
| 1951 | Jacqueline Genton   | Vaud               |
| 1952 | Sylvia Müller       | Basilea Città      |
| 1953 | Danielle Oudinet    | Appenzello Esterno |
| 1960 | Elaine Maurath      | Ticino             |
| 1961 | Liliane Burnier     | Friburgo           |
| 1962 | Francine Delouille  | Ticino             |
| 1963 | Diana Tanner        | Grigioni           |
| 1964 | Sandra Sulzer       | Vaud               |
| 1965 | Yvette Revelly      | Glarona            |
| 1966 | Hedy Frick          | Svitto             |
| 1967 | Elsbeth Ruegger     | Basilea Campagna   |
| 1968 | Jeannette Biffiger  | Vallese            |
| 1969 | Liselotte Pauli     | Argovia            |
| 1970 | Diane Jane Roth     | Turgovia           |
| 1971 | Anita Andrini       | Ticino             |
| 1972 | Astrid Vollenweider | Zurigo             |
| 1973 | Barbara Schöttli    | Zurigo             |
| 1974 | Jeannette Keller    | Zurigo             |
| 1975 | Beatrice Aschwanden | Soletta            |

## Vincitrici dal 1976
| Anno      | Miss Svizzera          | Cantone            | Luogo di nascita  | Data di nascita   | Sito web                                                                                                  |
| --------- | ---------------------- | ------------------ | ----------------- | ----------------- | --- |
| 1976      | Isabelle Fischbacher   | Vaud               | Ginevra           | 8 aprile 1958     | |
| 1977      | Anja Terzi             | Ginevra            |                   |                   | |
| 1978      | Silvia von Arx         | Appenzello Interno |                   |                   | |
| 1979      | Barbara Mayer          | Friburgo           |                   |                   | |
| 1980      | Jeannette Linkenheil   | Ginevra            |                   |                   | |
| 1981      | Brigitte Voss          | Berna              |                   |                   | |
| 1982-1983 | Lolita Morena          | Ginevra            | Cantiano          | 15 ottobre 1960   | |
| 1984      | Silvia Affolter        | Zurigo             |                   |                   | |
| 1985      | Eveline Glanzmann      | Argovia            |                   |                   | |
| 1986-1987 | Renate Walther         | Lucerna            |                   |                   | |
| 1988      | Karina Berger          | Zurigo             |                   |                   | |
| 1989-1990 | Catherine Mesot        | Friburgo           |                   |                   | |
| 1991      | Sandra Aegerter        | Argovia            |                   |                   | |
| 1992      | Valérie Bovard         | Vaud               |                   |                   | |
| 1993      | Patricia Fässler       | Zurigo             | Zurigo            | 12 novembre 1974  | |
| 1994      | Sarah Briguet          | Vallese            |                   |                   | |
| 1995      | Stéphanie Berger       | Zurigo             | Berna             | 10 novembre 1977  | http://www.stephanie-berger.ch                                                                            |
| 1996      | Melanie Winiger        | Ticino             | Zurigo            | 22 gennaio 1979   | |
| 1997      | Tanja Gutmann          | Soletta            | Aarberg           | 3 aprile 1977     | http://www.tanjagutmann.com Archiviato il 18 dicembre 2014 in Internet Archive.                           |
| 1998      | Sonia Grandjean        | Zurigo             | Spreitenbach      | 27 settembre 1979 | https://web.archive.org/web/20160308052947/http://sgrandjean.ch/                                          |
| 1999      | Anita Buri             | Turgovia           | Münsterlingen     | 3 luglio 1978     | http://www.anitaburi.ch                                                                                   |
| 2000      | Mahara McKay           | Argovia            | Auckland          | 20 marzo 1981     | http://www.maharamckay.ch Archiviato il 14 ottobre 2016 in Internet Archive.                              |
| 2001      | Jennifer Ann Gerber    | Argovia            |                   | 25 ottobre 1981   | http://www.jenniferanngerber.com                                                                          |
| 2002      | Nadine Vinzens         | Grigioni           | Coira             | 5 settembre 1983  | https://web.archive.org/web/20170421173808/http://nadinevinzens.com/                                      |
| 2003      | Bianca Sissing         | Lucerna            |                   | 1º febbraio 1979  | http://www.biancasissing.ch/                                                                              |
| 2004      | Fiona Hefti            | Zurigo             | Zurigo            | 4 maggio 1980     | http://www.fionahefti.ch/                                                                                 |
| 2005      | Lauriane Gilliéron     | Vaud               | Losanna           | 25 luglio 1984    | https://web.archive.org/web/20060716024524/http://www.lauriane.ch/                                        |
| 2006      | Christa Rigozzi        | Ticino             | Monte Carasso     | 2 maggio 1983     | http://www.chri.info                                                                                      |
| 2007      | Amanda Ammann          | Argovia            | Abtwil            | 8 gennaio 1987    | http://www.amandaammann.ch Archiviato il 13 aprile 2008 in Internet Archive.                              |
| 2008      | Whitney Toyloy         | Vaud               | Yverdon-les-Bains | 21 luglio 1990    | http://www.missschweiz.ch/section102/Whitney-Toyloy.htm Archiviato il 22 luglio 2011 in Internet Archive. |
| 2009      | Linda Fäh              | San Gallo          | Kriens            | 10 novembre 1987  | http://www.missschweiz.ch/section110/Linda-Faeh.htm Archiviato il 19 luglio 2011 in Internet Archive.     |
| 2010      | Kerstin Cook           | Lucerna            | Kriens            | 15 aprile 1989    | http://www.missschweiz.ch/section130/Kerstin-Cook.htm Archiviato l'11 maggio 2011 in Internet Archive.    |
| 2011      | Alina Buchschacher     | Berna              | Berna             | 19 luglio 1991    | |
| 2013      | Dominique Rinderknecht | Zurigo             | Zurigo            | 14 luglio 1989    | |
| 2014-2015 | Laetitia Guarino       | Vaud               |                   | 23 ottobre 1992   | |
| 2016      | Lauriane Sallin        | Friburgo           | Friburgo          |                   | |

## Presentatore
- Matteo Pelli